# Березницька Людмила Іванівна
Людми́ла Іва́нівна Березни́цька (нар. 22 листопада 1957, Ковель) — українська мистецтвознавиця, кураторка й колекціонерка, викладачка, критикиня, авторка текстів. Власниця великої колекції українського радянського та сучасного мистецтва. Співзасновниця Bereznitsky Art Foundation [Архівовано 20 червня 2020 у Wayback Machine.]. Кандидатка філософських наук. Членкиня Національної спілки художників України.
Розпочала свою професійну діяльність наприкінці 1980-х років як викладачка кафедри філософії Київського національного лінгвістичного університету. У 2004—2009 роках — доцентка кафедри «Теорії та історії мистецтв» Національної академії образотворчого мистецтва та архітектури. Авторка освітнього курсу з культурології, наукових праць з філософської герменевтики та мистецтвознавства.
У 1994 році заснувала одну з перших галерей сучасного мистецтва в Києві L-Art Gallery, яка з 2006 року функціонувала як Bereznitsky Gallery у Берліні та Києві. У 2014 році разом із сином, куратором Євгеном Березницьким, заснувала Фундацію Березницьких (Bereznitsky Art Foundation). [Архівовано 20 червня 2020 у Wayback Machine.]
У 2014 році відзначена нагородою мера Києва «Киянка Року» за внесок у розвиток культури.
З листопада 2015 року — депутатка Київської міської ради, членкиня постійної Комісії міської ради з питань культури, туризму та інформаційної політики.
Людмила Березницька також налагодила співпрацю з міжнародними інституціями та брала участь у різних програмах. Зокрема працювала у рамках Фонду Eurasia, з Гете-Інститутом (Німеччина) та Національним університетом імені Тараса Григоровича Шевченка.

## Освіта
З 1977 по 1983 рік навчалася в Київському національному університеті ім. Тараса Шевченка, на філософському факультеті.
З 1986 по 1990 рік навчалася в аспірантурі на кафедрі етики, естетики та культурології, здобула ступінь кандидата філософських наук.
У 1993 році захистила кандидатську дисертацію на тему «Спілкування як механізм реалізації моральних відносин».
З 2008 року докторантка кафедри мистецтвознавства та експертної діяльності Національної академії керівних кадрів культури і мистецтв.

## Професійна діяльність
- 2014 — співзасновниця та ідеологиня Bereznitsky Art Foundation [Архівовано 20 червня 2020 у Wayback Machine.], Київ.
- 2009—2013 — проектна та журналістська діяльність, Берлін, Німеччина.
- 2008 — лекційна діяльність в рамках тренінгових програм з культурного менеджменту, Гете-Інститут в Україні.
- 2008 — докторантка кафедри мистецтвознавства та експертної діяльності Національної академії керівних кадрів культури і мистецтв, тема — «Глоболокальні тенденції в актуальному мистецтві».
- 2006 — засновниця та керівниця галереї Bereznitsky Gallery, Берлін.
- 2005 — в рамках освітніх та інформаційних програм фонду «Ейдос» співпрацює з міжнародними програмами «MATRA» (Голландія), Гете-Інститутом (Німеччина), Фондом «Eurasia», Національним університетом імені Т. Г. Шевченка.
- 2004 — доцентка кафедри теорії та історії мистецтва Національної академії образотворчого мистецтва і архітектури; дисципліни: сучасна культурна політика, соціологія культури та мистецтва, актуальні питання сучасного мистецтва, формування мистецького ринку в Україні.
- 1994 — засновниця та керівниця галереї L-Art Gallery (з 2006 року — Bereznitsky Gallery Kiev-Berlin), Київ.
- 1986–1994 — викладачка Київського національного лінгвістичного університету: філософія, культурологія, естетика.

## Кураторська робота
- Мультидисциплінарний кроскультурний проект Art Point за участю 13 митців із Європи, Азії та України, Донецьк, 2010 р.
- Магніт. Крайові автономії та культурна єдність українства. Візуальні інтерпретації або погляд зі іншого боку. Проект-резиденція за участю 20 -ти іноземних митців з Європи і Азії. Жденієво, Закарпаття, 2010. Виставки: Галерея Лавра, Київ (вересень 2010), Bereznitsky Gallery, Київ (серпень 2010).
- Культурні ін'єкції. Київ, 11 — 26 вересня 2009 р.
- Deutsche Klasse. Київ, 4 вересня — 3 жовтня 2009 р.
- Semantic dislocations. Artistic translations, Берлін, 2008 р.
- Ініціатор та автор ідеї міжнародного конкурсу «Art Apriori», 2008–2009 рр.
- Круглий стіл «Museum of the Contemporary Art». Київ, 21 травня 2007 р.
- Ініціатор та автор ідеї міжнародного конкурсу «Museum of the Contemporary Art», 2007 р.
- Ініціатор та автор ідеї міжнародного конкурсу молодих художників «Самооборона», Київ, 2007 р.
- Міжнародна художня виставка «Східні сусіди» в Нідерландах. Нідерланди, 7 вересня 2006 р.
- Міжнародна науково-практична конференція «Contemporary Art — Нові території». Київ, 20-22 листопада 2005 р.

## Колекція
З 1993 року Людмила Березницька зібрала вагому колекцію, що складається з творів модерного українського мистецтва другої половини 20 століття та сучасного українського мистецтва. За рейтингом журналу Forbes Ukraine, колекція Березницької знаходиться на 3 місці за значенням та змістом в Україні.
У 2005 році до колекції було видано монографію — каталог «Від червогого до жовто-блакитного + помаранчеве» (ISBN 966-8754-06-9).
Роботи з колекції експонувались:
- в австрійському музеї сучасного мистецтва MuMoK, 2009.
- в виставкових залах Міністерства іноземних справ Німеччини в м. Берлін, 2008.
- в виставкових залах Deutsche Welle в м. Бонн, 2007.
- в виставкових проєктах Національного музею України 2006, 2012.
- в проєктах київського бієнале — Arsenale, 2013 та Kiev School, 2015.

## Статті та публікації
- Спутники искусства: интервью с куратором Людмилой Березницкой [Архівовано 21 квітня 2018 у Wayback Machine.]. Vogue, 2017  [Архівовано 21 квітня 2018 у Wayback Machine.]
- Культурное партнерство. Опыт сотрудничества государства и культурных институций. Новое время, 2016  [Архівовано 21 квітня 2018 у Wayback Machine.]
- Почему украинские художники не входят в топ-позиции мирового арт-рынка. Forbes, 2015  [Архівовано 21 квітня 2018 у Wayback Machine.]
- Борис Михайлов: «Я в какой-то момент перестал соглашаться с обманом и стал искать истину, с которой мог бы согласиться» [Архівовано 25 лютого 2020 у Wayback Machine.]. Art Ukraine, 2013.
- Тексти та впорядкування каталога — документації мультидисциплінарного кроскультурного проекту Art Point в м. Донецьк.
- Ессе «В пошуках Genius Loci» до проекту Цай Гоцяна «1040 метрів під землею» (Cai Guo-Qiang, 1040m Underground), Ізоляція, Донецьк.
- Текст до виставки Жанни Кадирової «Заповнення», жовтень 2009 рік.
- Вступне слово до видання «Гніздо альбатроса. A spires Embers», Київ, 2009 рік.
- Вступне слово до видання «Deutsche Klasse», Київ, 2009 рік.
- Текст до виставки «Культурні ін'єкції». Київ, 11 — 26 вересня 2009 року.
- Ілля Чічкан/«Illya Chichkan. Selected Uncencored Works», Київ, 2009 рік.
- Концепція конкурсу молодих кураторів «Apriori», МБФ «Ейдос» 2008 рік.
- Вітальне слово Президента і засновників МБФ «Ейдос» / «Самооборона. Виставка фіналістів 18—27 травня 2007 року», Київ, 2007 рік.
- Підсумки. Стратегія на майбутнє до видання/ «Museum of Contemporary Art», Київ, 2007 рік.
- Сучасна українська арт-сцена і ринок до видання/ «Міжнародна науково-практична конференція Contemporary Art — Нові території», Київ, 2006 рік.
- Л. І. Березницька «Від червоного — до жовто-блакитного + помаранчеве». Київ: «Оранта» — 2004—2005 роки.

## Лекції, семінари та конференції
- Гете-Інститут «Культурний менеджмент» 2 червня 2009 р.
- Конференція, присвячена обговоренню конкурсу «Apriori — чи є місце сучасному мистецтву в класичному музеї?», вступна доповідь та участь в обговоренні.
- Участь як члена журі в конкурсі «Apriori».
- Участь у круглому столі МБФ «Ейдос» з Дмитром Віленським, березень 2009 року.
- Участь у круглому столі МБФ «Ейдос» з Катериною Дьоготь, березень 2009 р.
- Участь у круглому столі МБФ «Ейдос» з Іллею Чичканом, червень 2009 р.
- Участь у круглому столі МБФ «Ейдос» з Віктором Мізіано, липень 2009 р.
- Участь у круглому столі МБФ «Ейдос» з Шахіном Мералі, вересень 2009 р.
- Участь у круглому столі МБФ «Ейдос» з Жанною Кадировою та Олександрою Галкіною.